# Bernard Nkanjo
 Bernard Nkanjo es un escultor de Zimbabue, nacido el 28 de septiembre de 1970 en Highfield, Harare.

## Datos biográficos
Nacido en el suburbio de Highfield, Harare; Nkanjo iba a visitar a su pariente Garrison Machinjili cuando todavía estaba en la escuela. Machinjili fue un escultor, y Nkanjo estudió con él durante tres años, antes de salir a trabajar por su cuenta. 
Actualmente vive y trabaja en Chitungwiza .
La piedra elegida por Nkanjo para la talla es serpentinita . 